# Gà rừng
Về phân loài Gallus gallus jabouillei cũng được gọi đơn giản là Gà rừng, xem Gà rừng Việt Nam.

Gà rừng (tên khoa học Gallus) là một chi gồm 4 loài chim thuộc họ Trĩ (Phasianidae) tồn tại ở Ấn Độ, Sri Lanka và khu vực Đông Nam Á.
Chúng là các loài chim lớn, với con trống có bộ lông sáng và tươi màu, nhưng nói chung khó phát hiện trong các khu vực rừng rậm rạp, nơi chúng sinh sống.
Giống như nhiều loài chim khác trong họ Trĩ, con trống không tham gia vào việc ấp trứng hay nuôi nấng các con non có thể sống độc lập ngay từ khi mới sinh ra. Các công việc này do con mái có bộ lông nâu xám và dễ ngụy trang đảm nhận.
Gà rừng là chim ăn hạt, nhưng chúng cũng ăn cả sâu bọ khi có thể, đặc biệt là ở các con non.
Một loài trong chi này, gà rừng lông đỏ, có tầm quan trọng lịch sử đối với con người, như là tổ tiên có thể nhất của gà nhà, mặc dù một số tác giả cho rằng gà rừng lông xám cũng có thể là tổ tiên của gà nhà.

## Các loài
- Gà rừng lông đỏ, Gallus gallus
- Gà rừng Sri Lanka, Gallus lafayetii
- Gà rừng lông xám, Gallus sonneratii
- Gà rừng lông xanh, Gallus varius

Trong quá khứ, chi Gallus được tìm thấy trên khắp đại lục Á-Âu; trên thực tế chúng dường như cũng có mặt tại đông nam châu Âu. Một vài loài hóa thạch đã được miêu tả, nhưng các khác biệt của chúng không phải là chắc chắn trong mọi trường hợp:
- Gallus aesculapii † (Hậu Miocen/Tiền Pliocen ở Hy Lạp) - có thể thuộc chi Pavo
- Gallus moldovicus † (Hậu Pliocen ở Moldavia) - đôi khi viết thành moldavicus, có thể là đồng nghĩa của Pavo bravardi
- Gallus beremendensis † (Hậu Pliocen/Tiền Pleistocen ở châu Âu)
- Gà rừng lớn Gallus karabachensis † (Tiền Pleistocen ở Nagorno-Karabakh)
- Gallus tamanensis † (Tiền Pleistocen? ở bán đảo Taman)
- Gallus kudarensis † (Tiền/Trung Pleistocen ở Kudaro, Nam Ossetia)
- Gallus europaeus † (Trung Pleistocen ở Italia)
- Gallus sp. † (Trung/Hậu Pleistocen ở hang Trinka, Moldavia)
- Gallus imereticus † (Hậu Pleistocen ở Gvardjilas-Klde, Imeretia)
- Gallus meschtscheriensis † (Hậu Pleistocen ở Soungir, Nga)
- Gallus georgicus † (Hậu Pleistocen - Tiền Holocen ở Gruzia)
- Gallus sp. † (Hậu Pleistocen ở hang Krivtcha, Ukraina)
- Gallus sp. † (Tiền Holocen ở khu vực Dnepr, Ukraina)